# Saint-Martin-le-Vieux
Saint-Martin-le-Vieux (tiếng Occitan: Sent Martin lu Viélh) là một xã của tỉnh Haute-Vienne, thuộc vùng Nouvelle-Aquitaine, miền trung nước Pháp.